# 서울시립사진미술관
서울시립사진미술관은 서울특별시 도봉구 창동에 서울특별시청이 세운 사진미술관이다. 2025년 5월 29일에 개관하였다.

## 연혁
- 2025년 5월 29일: 개관

## 인접한 건물
- 창동역
- 서울자운초등학교
- 한국마사회 도봉지사
- 서울로봇인공지능과학관

## 사진

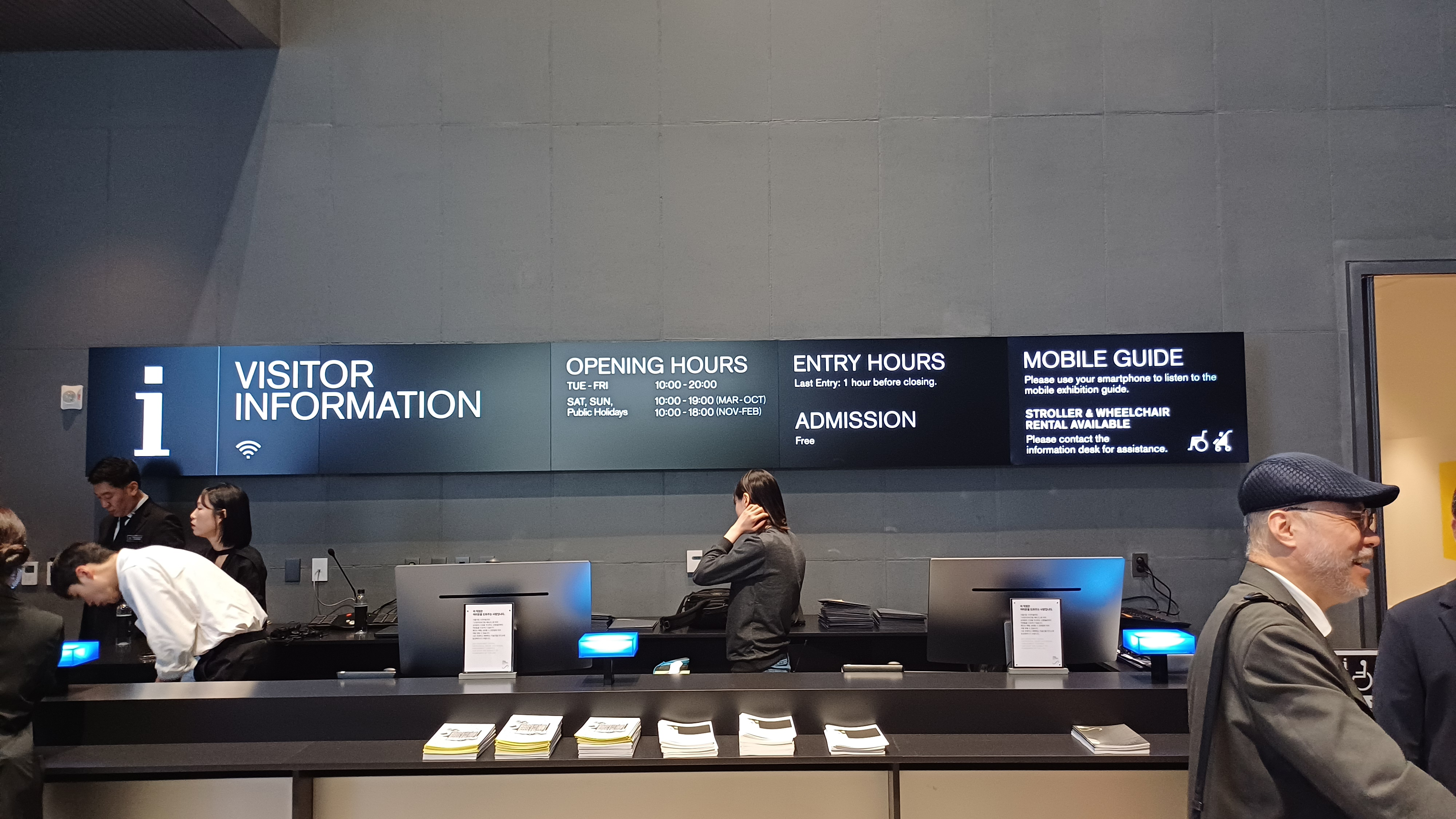
안내소
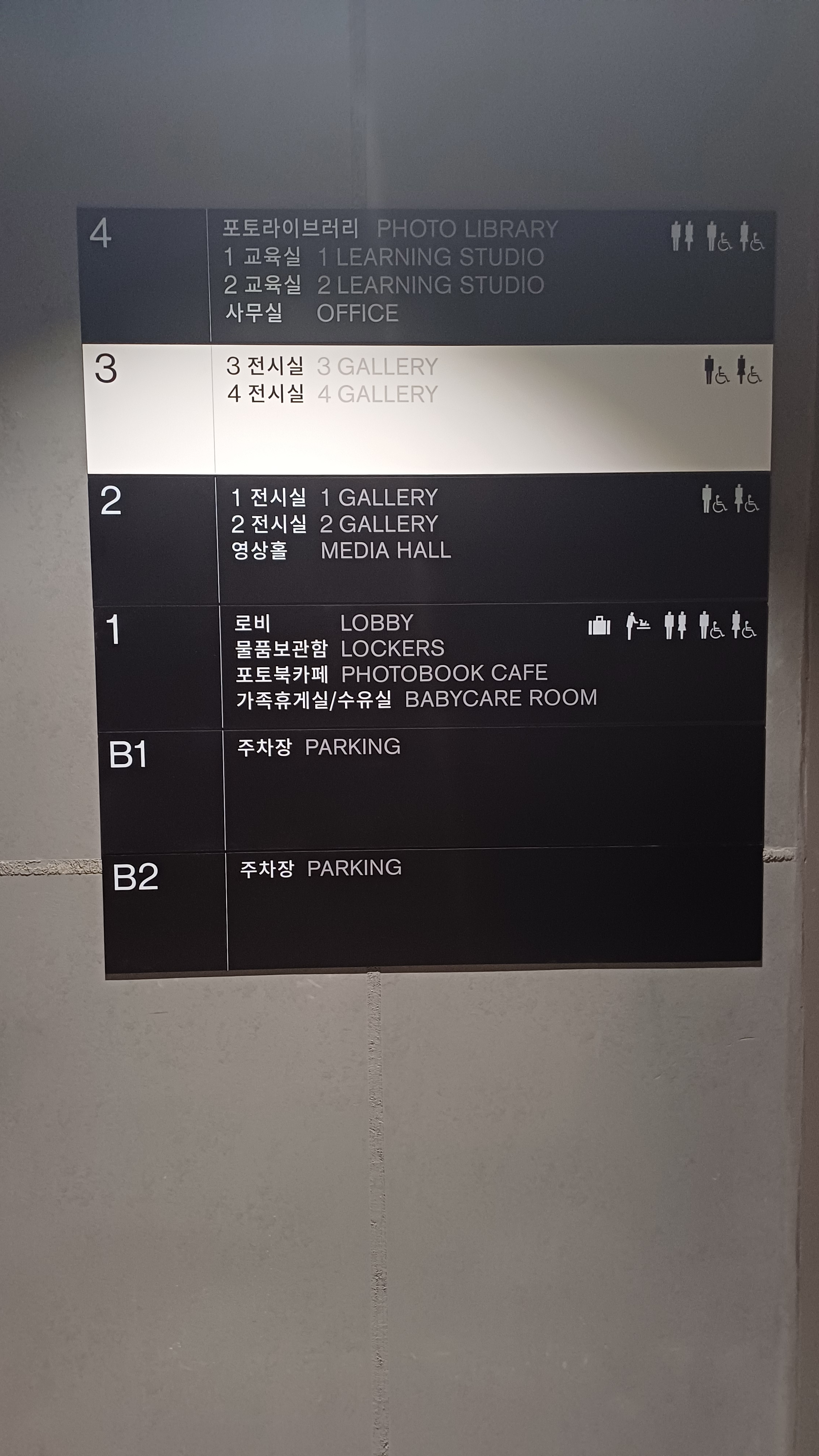
층 안내표지판
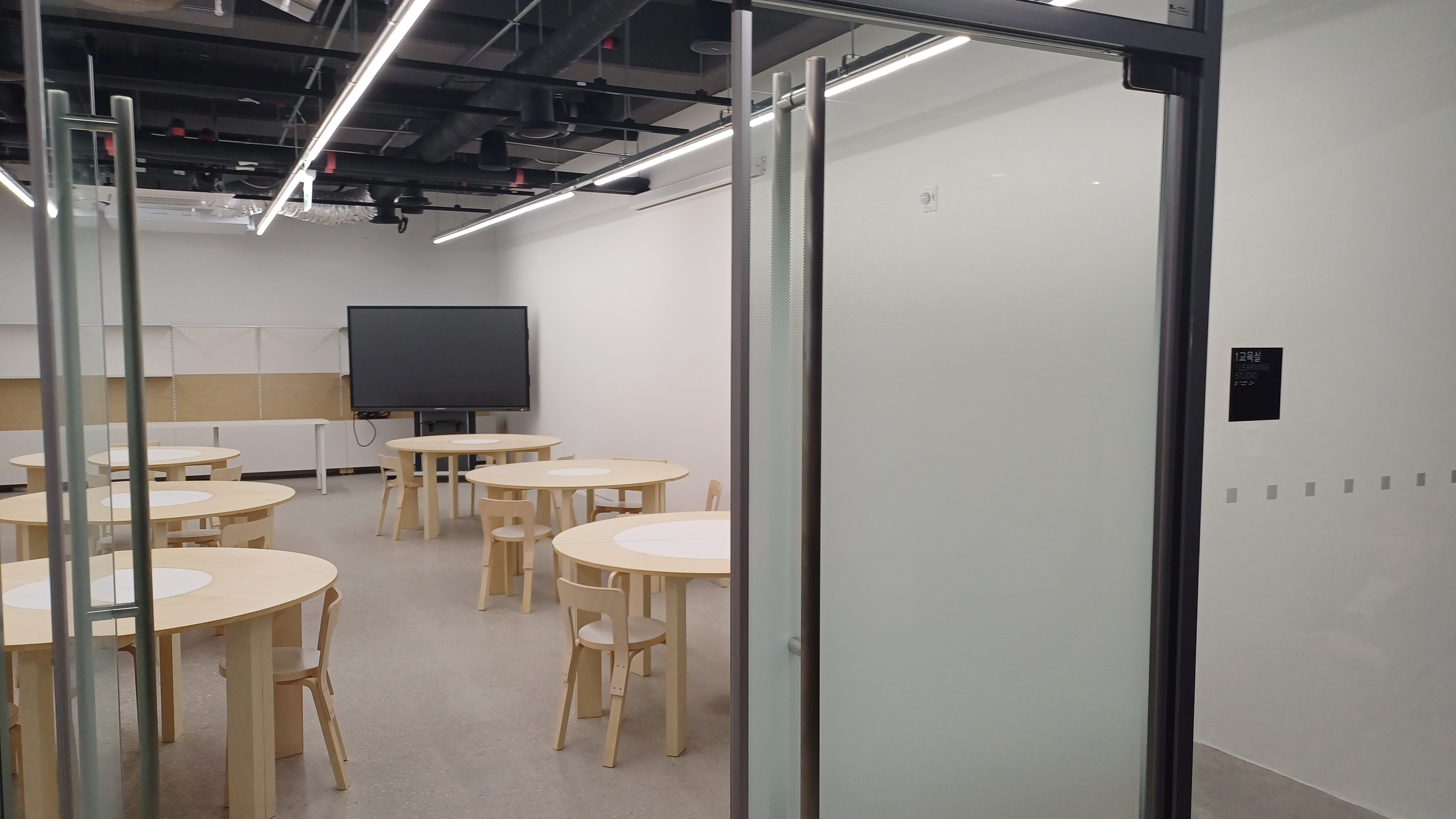
1 교육실
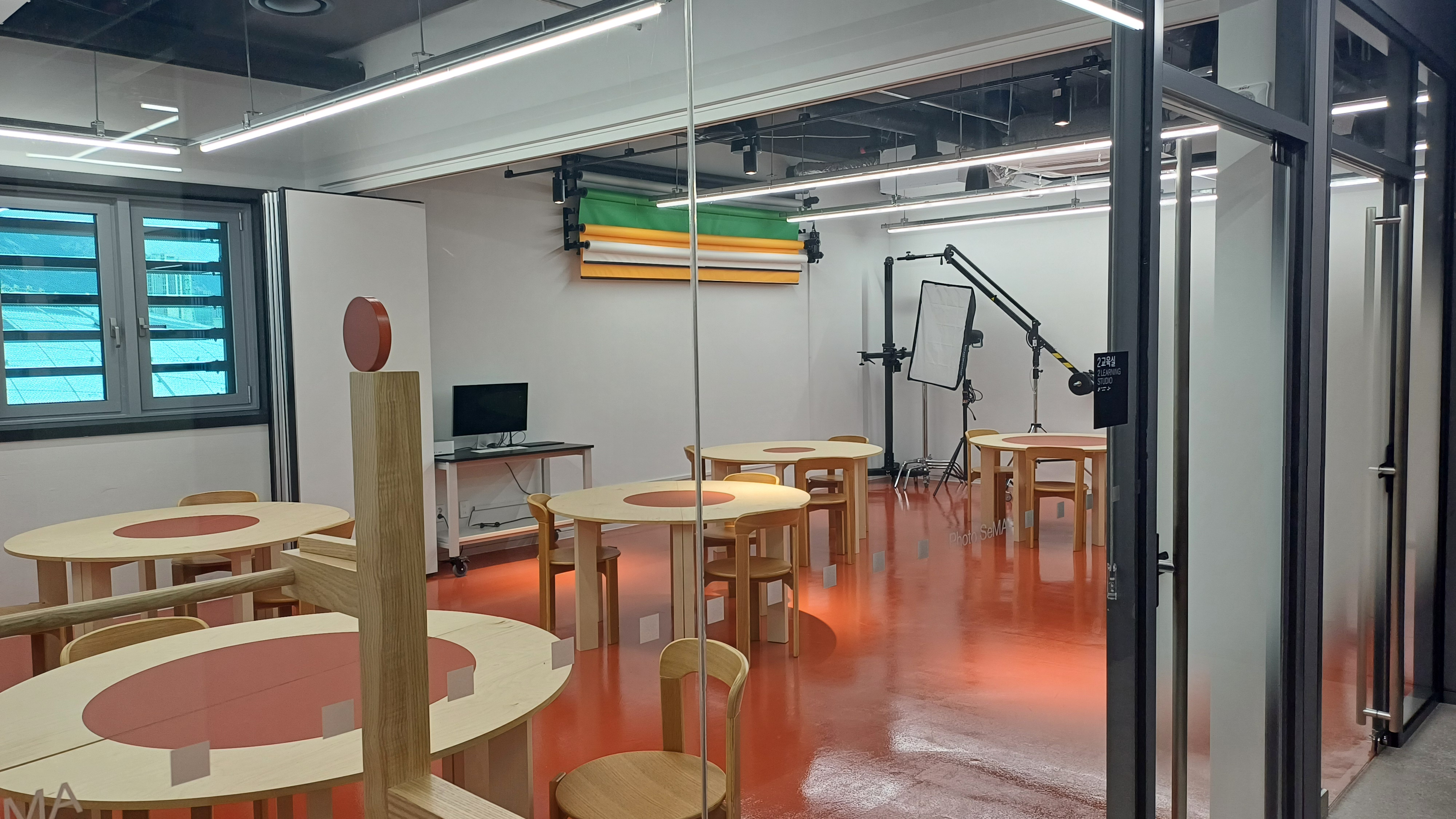
2 교육실
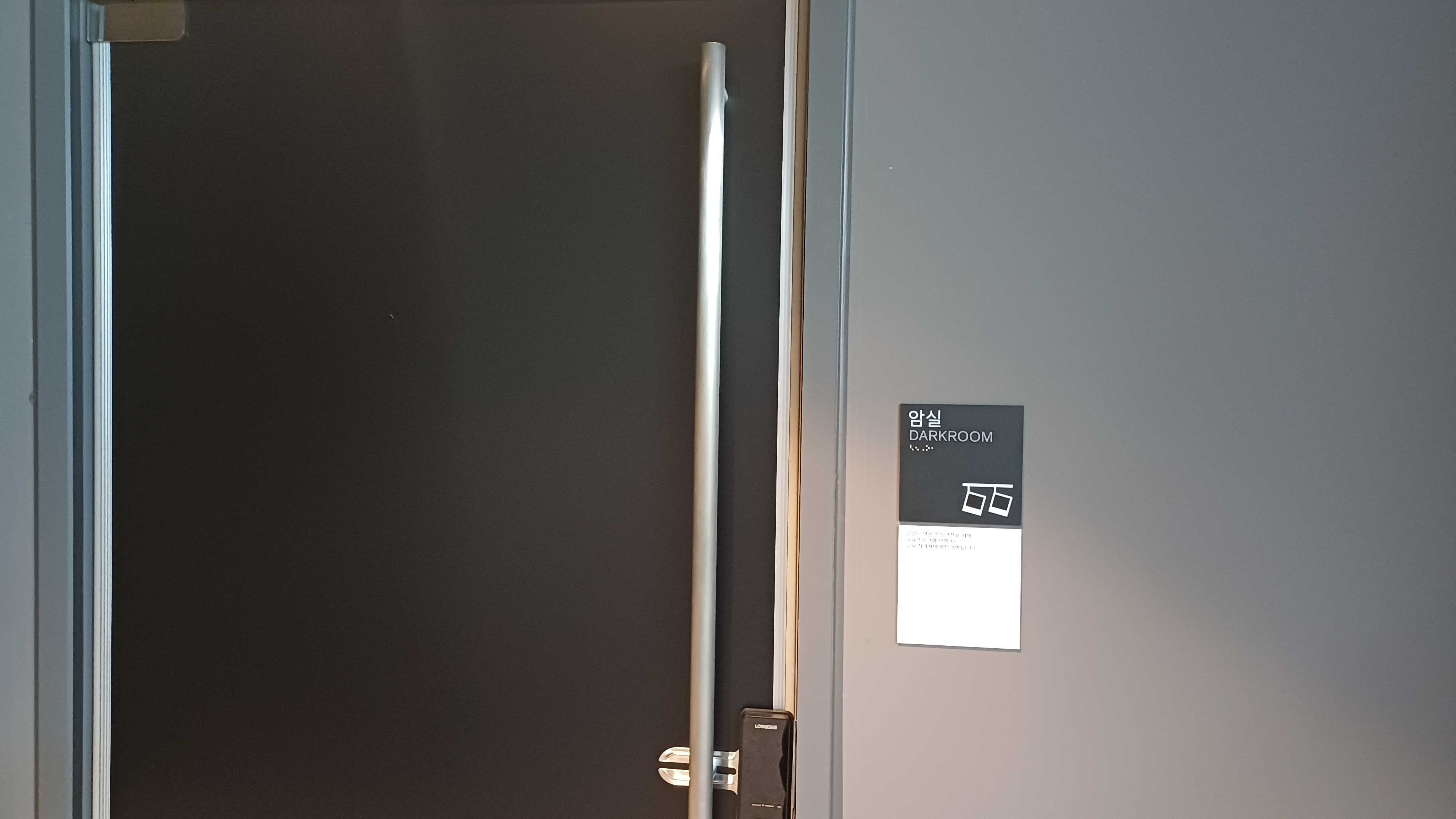
암실
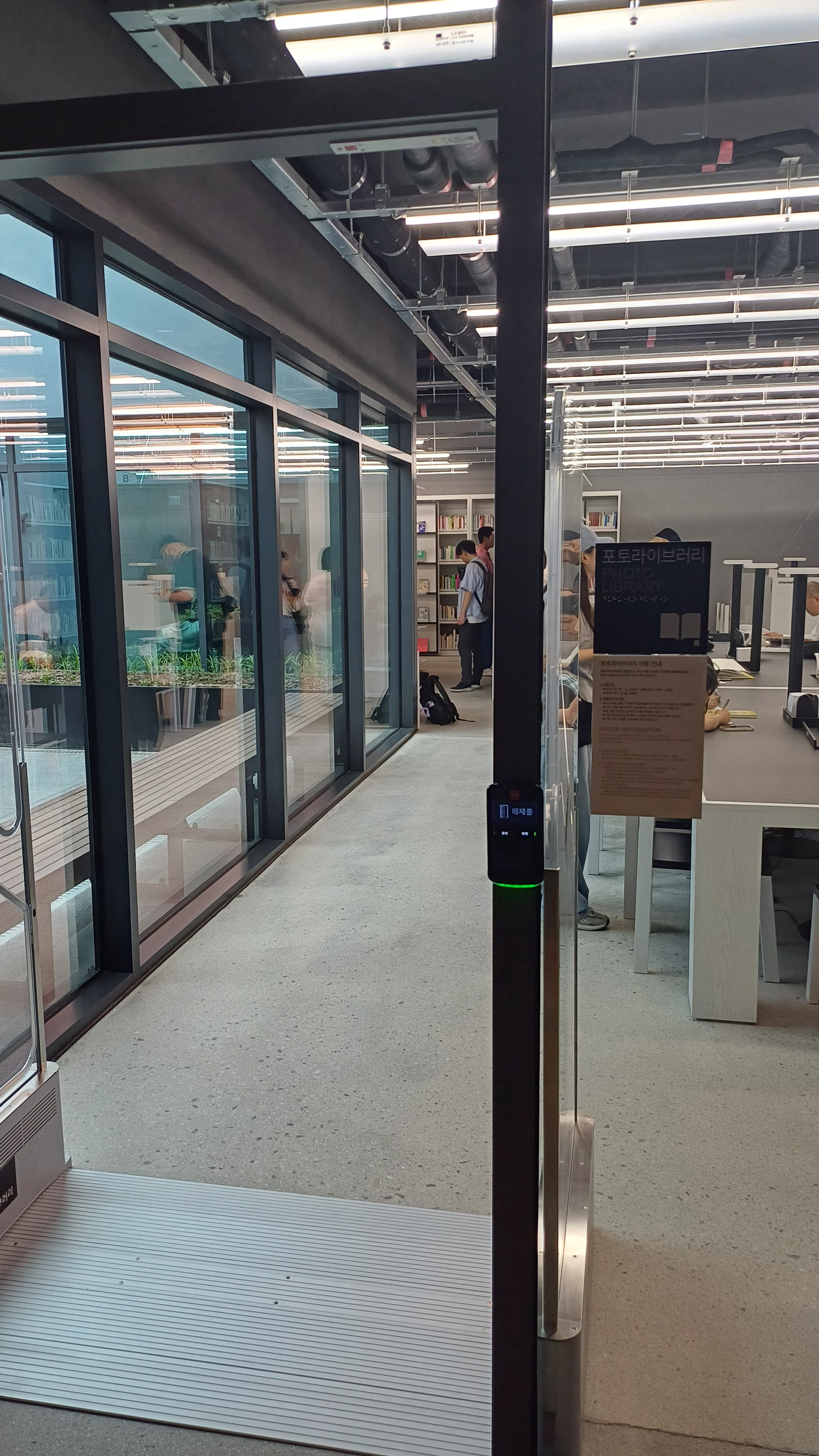
포토라이브러리

## 같이 보기
- 서울시립미술관